# Četverored (1999.)
Četverored je hrvatski dugometražni povijesni igrani film redatelja Jakova Sedlara iz 1999. godine. Film se temelji na istoimenu romanu Ivana Aralice, a zaplet filma bavi se pokoljem u Bleiburgu. 

## Sadržaj
Kronika stradanja Hrvata u Bleiburškom polju i na Križnom putu kojim su zatočenici prošli poslije završetka rata. Film prikazuje atmosferu u Zagrebu pred dolazak partizana i pozornost usmjeruje na sudbinu skupine glumaca HNK-a koji odlučuju s dijelovima poražene vojske otići u izbjeglištvo. Njihove sudbine isprepleću se sa sudbinama vojnika i civila na putu do Bleiburga, prateći sve veću neizvjesnost u koju odlaze, potpunu anarhiju koja prati povlačenje i surove obračune do kojih dolazi između pojedinih vojnih starješina zaslijepljenih mržnjom i porazom. U drugom dijelu kronike nakon predaje i zarobljavanja na Bleiburškom polju, izbjeglice prolaze kroz surovo zatočeništvo na Križnom putu povratka, gdje ih mori glad i žeđ, a na svakom koraku vreba smrt.

## Uloge
- Ivan Marević – Ivan Telebar
- Ena Begović – Mirta Mesog
- Goran Navojec – Baja Mesog
- Nadežda Perišić-Nola – Margeurita
- Zvonimir Zoričić – Zlatko Trlin
- Nada Abrus – Malvina
- Boris Buzančić – Senjak
- Mia Oremović – Gost
- Filip Šovagović – poručnik Hunjeta
- Tamara Garbajs – Magdalena
- Zoran Čubrilo – "Crnac" na motoru
- Vera Zima – nadstojnica časne službe
- Dejan Aćimović – Šaban
- Hrvoje Klobučar – tupi domobran
- Ante Čedo Martinić – Ante Moškov

## Spomen
Kadrovi iz filma pojavljuju se u pjesmi „Slike Bleiburga” Marka Perkovića Thompsona iz 2025. godine.

## Vanjske poveznice
- Četverored na Internet Movie Databaseu
- Četverored  Arhivirana inačica izvorne stranice od 7. lipnja 2011. (Wayback Machine) na Film.hr